# خطة بديلة (فلم)
خطة بديلة هو فيلم مصري تم عرضه فيه 4 فبراير 2015.

## القصة
فيلم يحكي عن حادث مؤسف يتعرض له المحامي «عادل» حيث تتعرض زوجته «حياة» للاغتصاب بينما هو يتعرض للضرب فيحاول أن يحاكم المعتدين بالقانون ولكنهم يزورون أوراق القضية بالتعاون مع صديقه المقرب المحامي «طارق» فيضطر عادل إلى استرداد حقه بطرق أخرى كخطة بديلة. الفيلم يحاكى ما يحدث على أرض الواقع في مصر من قوانين تحارب الفقير وتقف مع الغني.

## بطولة
خالد النبوي، تيم حسن، عزت أبو عوف، أمينة خليل، فريال يوسف.